# Kameralny Chór Muzyki Dawnej „Canticum Novum”
Kameralny Chór Muzyki Dawnej „Canticum Novum” – chór powstały w 1988 z inspiracji dyrygentki Elżbiety Marii Ptak, upowszechniający muzykę sakralną i świecką a cappella, działający przy Śródmiejskim Ośrodku Kultury w Krakowie.
Chór występuje również z towarzyszeniem instrumentalnego zespołu Concerto Lamelli, działającego również w Śródmiejskim Ośrodku Kultury.
Zespół współpracuje z bractwem kultywującym średniowieczne zwyczaje rycerskie.
Chór koncertował w wielu miastach w Polsce, jak i zagranicą: Lwów (1991), Szwajcaria (1991, 1996), Niemcy (1991, 1992), Francja (1992, 1996), Włochy (1997). W czerwcu 1997 zespół śpiewał Ojcu Świętemu podczas jego wizyty w Krakowie. Siedzibą zespołu jest Kamienica Lamellich przy ul. Mikołajskiej 2, natomiast sala prób znajduje się w kamienicy przy ulicy Poselskiej 9. 